# Stopping at Slowyear
Stopping at Slowyear  - Oprire la Slowyear este un roman științifico-fantastic din 1991 al scriitorului american Frederik Pohl.

## Rezumat
Stopping at Slowyear  spune povestea unui vas de marfă interstelar care circulă între lumi ieșite din comun, în timp ce vizitează o planetă numită Slowyear după o rotație de 19 ani în jurul stelei sale. 
Echipajul explorează cultura locală și găsește mai multe obiceiuri ciudate. Printre acestea se numără un fel de loterie cu moartea, ca pedeapsă pentru infracțiuni. Dacă cineva comite o infracțiune, este condamnat să ia o pastilă, care în funcție de gravitatea infracțiunii va avea o probabilitate diferită de a fi otravă letală. 
Principala industrie a planetei Slowyear este creșterea oilor. În timpul izolării lor, oile au dezvoltat o formă de scrapie care este letală pentru oameni fără imunitate. 
Stopping at Slowyear a abordat bolile prionice cu mai mulți ani înainte de conștientizarea publică a bolii vacilor nebune.

## Legături externe
- en  Istoria publicării lucrării Stopping at Slowyear la Internet Speculative Fiction Database

## Vezi și
- Listă de romane științifico-fantastice